# 德奧同盟

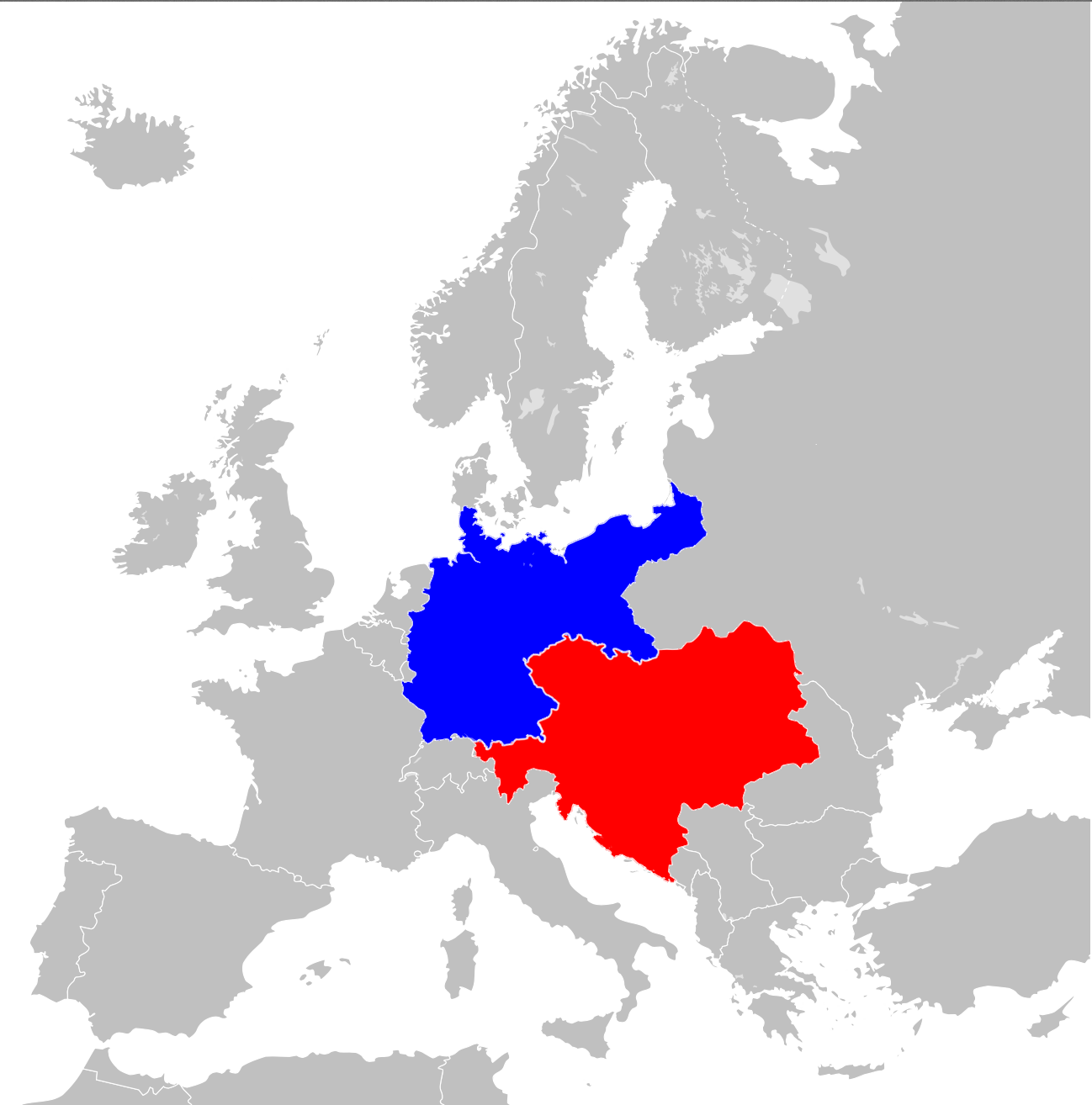
1914年的德奥同盟，蓝色为德国，红色为奥匈帝国

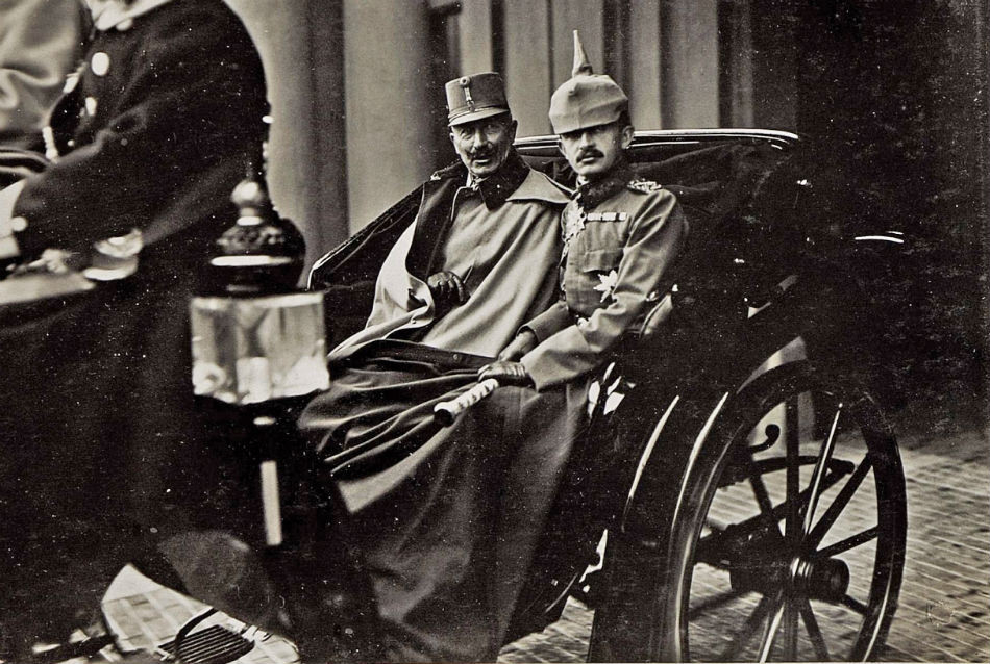
德皇威廉二世和奧皇卡爾一世（1917年）

德奥同盟，也称为雙重同盟，是1879年10月7日德意志帝國与奥匈帝國签署的条约。双方承诺在任何一方被俄罗斯帝国攻击时另一方会相助；如果攻击者是另一个欧洲国家，另一方则慷慨地保证中立——此欧洲国家在法俄同盟成立后尤其指法国。

## 名稱
德奧同盟的德文是“Zweibund”，並無德奧兩國的國家名稱，原本的意思是指“兩個國家再次鞏固自己的同盟關係”，因此也被翻譯為雙重同盟、两国同盟、二次同盟、再保險同盟等。

## 结盟原因
1871年德意志帝国成立，德国首相俾斯麦希望显示国家看似爱好和平、令欧洲維持現狀的形象，以确保德国能和平崛起。然而1878年俄土战争结束，俄罗斯击败了奥斯曼帝国并借着圣斯特凡诺条约企图在巴尔干建立大保加利亚，以期扩张，虽然奥匈与俄罗斯是三帝同盟的成员，但因为此事件而产生嫌隙。德国也是成员国并因此想修补奥俄关系，俾斯麦召开柏林会议，邀请欧洲列强解决巴尔干问题。会后达成的柏林条约，令俄罗斯失去大部分在圣斯特凡诺条约的所得，并让奥匈帝国管理波斯尼亚和黑塞哥维那。
虽然俾斯麦在这次会议中扮演诚实的掮客之角色，但德俄关系仍然变差，基于俄国认为被德国出卖：俄国在俄土战争中损失甚巨，最后却得不偿失，还要眼巴巴看着竞争者奥匈坐收渔人之利，因此第1次三帝同盟瓦解，德国于是跟奥匈帝国秘密结盟並视俄国为假想敌。

## 发展
而另一方面俾斯麦仍然希望与俄国交好，1883年德奥俄三国再度结盟（第二次三帝同盟），但同盟在1887年因保加利亚危机而崩溃，俾斯麦最后在同年企图以再保险条约靠拢俄国。1890年已经登基两年的德国皇帝威廉二世正式主政并令俾斯麦辞职，他认为俾斯麦同盟制度过于反复，故此废除了再保险条约，专注维持与奧匈帝國和意大利王國的1882年三国同盟。
另外德奧同盟直接地造成日後的法俄同盟，因為奧俄、德法之間的世仇以及德俄之間的關係破裂，令俄國覺得要與法國結盟抗衡德奧勢力。
德奥同盟从1879年开始，一直到1918年第一次世界大战结束，双方都战败投降为止。